# Илм (река)
Илм е река, ляв приток на Зале, в Тюрингия, Германия с дължина 134,2 km. Тя минава през град Ваймар и се влива в Зале.